# InnoTrans
 (février 2019).
Si vous disposez d'ouvrages ou d'articles de référence ou si vous connaissez des sites web de qualité traitant du thème abordé ici, merci de compléter l'article en donnant les références utiles à sa vérifiabilité et en les liant à la section « Notes et références ».

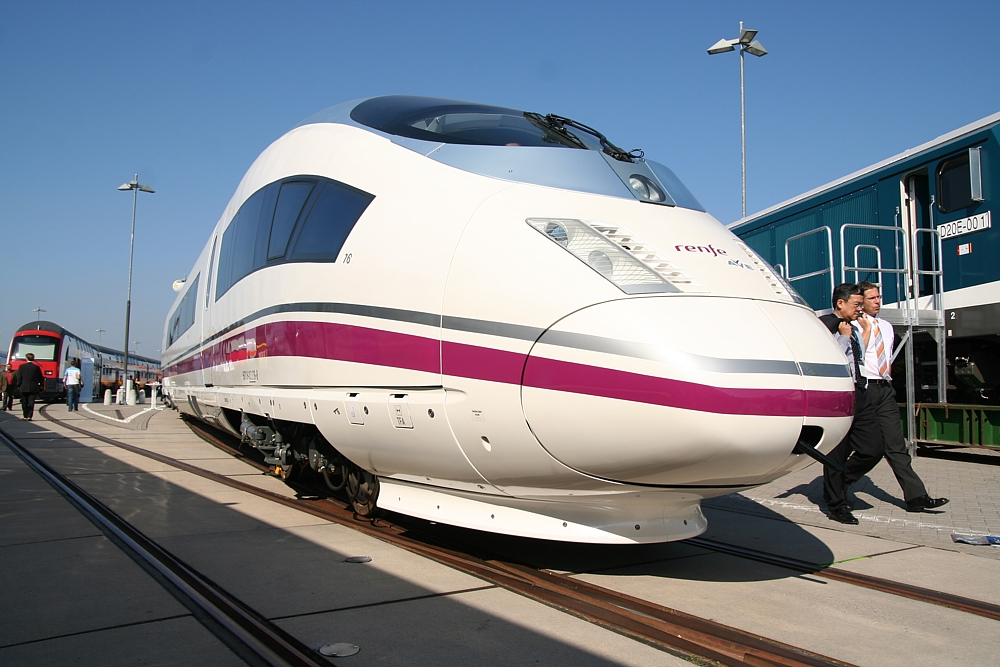
Le Velaro E aux InnoTrans 2006

InnoTrans est le plus grand salon du monde dans le domaine du transport ferroviaire. Il se déroule tous les deux ans au parc expo de Berlin, qui possède des rails à écartement standard pouvant être utilisés pour présenter de nouveaux matériels.
Il se déroule à Berlin depuis l'année 1996.
L'InnoTrans de 1998 s'est déroulé parallèlement à la conférence ferroviaire Eurailspeed.
L'édition prévue en septembre 2020 a été annulée à cause de la pandémie de Covid-19. Le dernier salon a eu lieu du 24 au 27 septembre 2024.
Il est prévu que l'édition suivante se déroule du 22 au 25 septembre 2026.